# Marek Dąbrowski (aktor)
Marek Dąbrowski (ur. 17 sierpnia 1937 w Gosławicach) – polski aktor teatralny i filmowy.

## Życiorys
W 1958 roku ukończył Studio Aktorskie Byrskich w Kielcach. Rok wcześniej, 30 czerwca, miał miejsce jego debiut teatralny. Występował na scenach następujących teatrów:
- Teatr Dramatyczny w Poznaniu (1958-60)
- Teatr Wybrzeże w Gdańsku (1960-62)
- Teatr Polski we Wrocławiu (1962-63)
- Stary Teatr w Krakowie (1963-67)
- Teatr Narodowy w Warszawie (1968-77)
- Teatr na Woli w Warszawie (1977-86)
- Teatr Dramatyczny w Warszawie (1986-88)

## Filmografia
- 1950: Dwie brygady
- 1954: Autobus odjeżdża 6.20 − chłopak
- 1967: Stawka większa niż życie − Fritz, adiutant Stedtkego (odc. 1)
- 1973: Czarne chmury − Piotr (odc. 1)
- 1975: Cdn − partner Ewy
- 1975: Dyrektorzy (odc. 4 i 5)
- 1978: Spirala
- 1979: Dyrygent − urzędnik Wydziału Kultury
- 1980: Dzień Wisły
- 1986: Zmiennicy − redaktor w telewizji, szef Mroczka (odc. 11)
- 1993: Czterdziestolatek. 20 lat później − Macoszczak, dyrektor "Unifarbu" (odc. 10)
- 1994: Bank nie z tej ziemi − Tirlitz (odc. 12)
- 1996: Ekstradycja 2 − mężczyzna na licytacji (odc. 1)
- 1997-2011: Klan − profesor Wiktorczyk
- 1998: Ekstradycja 3 − jubiler (odc. 4)
- 2000-2001: Adam i Ewa − historyk sztuki, pracownik Muzeum Narodowego
- 2000: Dom − szatniarz w Hotelu Europejskim (odc. 24)
- 2001: Marszałek Piłsudski − mężczyzna w willi starosty (odc. 3)